# Ismaël Lô
Pour les articles homonymes, voir Lô.
Ismaël Lô né le 30 août 1956 à Dogondoutchi (Niger), est un chanteur, auteur-compositeur-interprète et musicien nigéro-sénégalais.

## Biographie

### Enfance et débuts
Né en 1956 au Niger, à cette époque en Afrique-Occidentale française, où son père sénégalais est alors en poste et d'une mère d'origine nigérienne, Ismaël Lô grandit à Rufisque près de Dakar après le retour de la famille au Sénégal. Élevé dans une famille où la musique n'est pas reconnue comme une activité professionnelle, Ismaël Lô prend le temps de fabriquer des guitares et d'en jouer avec ses cousins. À la mort de son père en 1970, Ismaël Lô passe deux ans à l'Institut des arts de Dakar où il perfectionne ses connaissances en peinture artistique. Parallèlement, il entame une carrière de chanteur après avoir été repéré lors d'une émission de télévision. Il accède rapidement à une notoriété importante, et rejoint le groupe Super Diamono. 
En 1984, Ismaël Lô se sépare du groupe et il enregistre 5 albums jusqu'en 1988. Plus folk, plus soul que la variété courante, il apporte un son nouveau sans oublier des textes parfois politiques. Il est accompagné du vieux Faye, guitariste lead et arrangeur, qui en musicien féru de jazz, personnalise sa musique et met en valeur les qualités artistiques d'Ismaël Lô.
En 1988, il compose la musique du film Camp de Thiaroye, sous le nom d'Ismaila Lô. Il joue dans le film (le joueur d'harmonica) et jouera encore dans un court métrage de Idrissa Ouedraogo, Afrique, mon Afrique (1995, dont il composera aussi la musique), et dans Tableau ferraille, de Moussa Sene Absa (1996). Il continue jusqu'à ce jour à composer pour le cinéma.

### Barclay et continuités
En 1990, sa carrière prend un nouvel élan. Il signe avec le label discographique Barclay, et sort un 6e album solo, l'éponyme Ismaël Lô, avec le titre Tajabone repris notamment dans la bande originale du film Tout sur ma mère de Pedro Almodóvar.  Son tube Dibi Dibi Rek, sur l'album Iso en 1994, et son harmonica lui vaudra le surnom du « Bob Dylan africain ».
En 1996, Ismaël Lô publie la compilation Jammu Africa dans laquelle il reprend des titres de ses précédents albums, dont son succès de 1991, la chanson Tajabone. L'album contient, en outre, une chanson en duo avec Marianne Faithfull, Without Blame. Réédité en 2003, il y ajoute deux titres en français — L'Amour a tous les droits et Faut qu'on s'aime —, réalisées par Calogero.
En 2002, il est fait chevalier de la Légion d'honneur en France. Son album Sénégal, sorti en 2006, est enregistré à Dakar, Paris et Londres. Lô déclare à ce sujet : « donner à cet album le titre Sénégal était ma façon de rendre hommage à mon propre pays, en reconnaissance de tous les cadeaux qu'il m'a faits. » Le film J'ai serré la main du diable, sorti l'année suivante en 2007, qui traite du génocide rwandais, commence par la chanson Jammu Africa de Lô. 
Ismaël Lô est invité à jouer le 30 juin 2017 au Festival Gnaoua d'Essaouira, au Maroc.

## Discographie

### Albums studio
- 1987 : Natt (Syllart Records)
- 1989 : Diawar (Syllart Records)
- 1991 : Ismaël Lô (AZ, Universal Music France) (la chanson Tajabone est utilisée dans la bande-on du film Tout sur ma mère de Pedro Almodóvar)
- 1994 : Iso (Island Records)
- 2001 : Dabah (Universal Music Africa)
- 2006 : Sénégal (AZ, Universal Music France ; sa chanson Baykat apparait plusieurs fois dans la série française Foudre)

### Compilations
- 1996 : Jammu Africa (Sankara, Mercury Records) (Meilleur artiste ouest-africain et africain, meilleur clip vidéo aux Kora Awards 1996)
- 1998 : Tadieu Bone (Sono Africa, Syllart Records)
- 2000 : The Balladeer - The Best of Ismaël Lô (Wrasse Records)
- 2006 : African Classics - Ismaël Lô (Cantos)
- 2015 : Best of (Universal Music)

## Distinctions
- Kora Awards : meilleur artiste masculin d'Afrique et meilleure vidéo d'Afrique pour le vidéo clip de Jammu Africa[7],[8].